# Улезский, Степан Васильевич
Улезский Степан Васильевич (1782 — 1831) — курский и екатеринославский вице-губернатор. 

## Биография
Из малороссийского казачества. Сын значкового товарища Стародубского полка. Образование получил в Харьковском коллегиуме. 
Службу начал в 1798 в канцелярии Малороссийского почтамта. В 1802 переведён канцеляристом в Главное почтовое правление (Почтовый департамент) М-ва внутренних дел в С.-Петербург, в котором и служил в разных должностях до 1817 года. С должности старшего помощника столоначальника 2-го отделения Почтового д-та был переведён в ведомство Министерства финансов и назначен в Кавказскую казённую палату: с 1818 по 2-ю половину 1820 года — губернский казначей Кавказской губернии и присутствующий в Кавказской казённой палате, коллежский асессор. В том чине и в той должности в 1819 показан среди благотворителей Георгиевского приходского училища.
Во второй половине 1820 года тем же чином переведён обратно в С.-Петербург, в Экспедицию о государственных доходах Государственного казначейства. После преобразования экспедиции в феврале 1821 назначен на должность контролёра 5-го отделения, по контрольной части, Департамента Государственного казначейства. В той должности пожалован, за отлично-усердную службу, кавалером ордена Святого Владимира 4 степени 9 (21) ноября 1821.
6 (18) апреля 1823 назначен вице-губернатором Екатеринославской губернии. Возглавляя Екатеринославскую казённую палату, вступил в открытый служебный конфликт с новым новороссийским и бессарабским генерал-губернатором, графом М. С. Воронцовым. Причиной конфликта стал вопрос защиты интересов казны при разработке местными землевладельцами открытых в Бахмутском уезде месторождений каменного угля. После вмешательства в конфликт министра финансов, всецело поддержавшего Улезского, правомерность действий екатеринославского вице-губернатора и новороссийского генерал-губернатора по возникшему вопросу рассматривалась в Сенате и Государственном совете. Конфликт был разрешен компромиссным решением верховной власти. Однако, после открытого неповиновения распоряжениям графа М. С. Воронцова, Улезский уже не мог продолжать службу в той должности.
Переведён вице-губернатором Курской губернии 12 (24) августа 1825. Пожалован, за отличие, в коллежские советники 31 декабря 1825 (12 января 1826), со старшинством.  Новое назначение оказалось ещё менее удачным, чем прежнее. Прослужив курским вице-губернатором менее года, согласно высочайшего указа от 14 (26) июня 1826, Улезский был отставлен от должности 26 августа (7 сентября) 1826, с причислением к Герольдии, где и числился до апреля 1831 года. 
Причиной отставки от должности, а затем и от службы, стала ревизия чиновников М-ва финансов и сенатора, князя А. А. Долгорукова, исследовавших причины упадка казённых питейных сборов в Курской губернии за 1824—1825 годы. Вместе с прежним руководством губернии Улезский с 1826 по 1831 год находился под следствием Курской уголовной палаты и Сената по обвинению в халатности и злоупотреблениях, повлекших снижение поступлений питейных сборов в казну в такой хлебородной губернии, как Курская. По рассмотрению дела был признан виновным. Однако, поскольку халатность курских «чиновников была в 1824 и 1825 годах, до всемилостивейшего манифеста 22 августа 1826 года, то по силе сего манифеста» было предложено от суда его освободить и никакому взысканию не подвергать. Николай I, рассмотрев последовавшие в Правительствующем сенате и в Государственном совете мнения по этому делу, утвердил заключение министра юстиции и пяти сенаторов, следующей собственноручной высочайшей резолюцией: «Согласен с сим, оставив, однако, Гежелинского, Улезского и Булгакова в сильном подозрении, которых и уволить от службы» 29 апреля (11 мая) 1831.
После отстранения от должности уехал в С.-Петербург. Пока шло следствие, с семьей жил в доме гвардии капитанши Мусиной-Пушкиной, по ул. Вознесенской, под № 308, 4-го квартала 3-й Адмиралтейской части. В том доме, в том же — 1831, не позднее августа месяца, умер во время эпидемии холеры в С.-Петербурге. Недвижимого имения не имел. Движимое имение, как-то: галантерейные вещи, мебель, летнее и зимнее платье, белье и прочие домашние вещи — с разрешения Правительствующего сената продавалось с публичного торга опекунами малолетнего единственного его сына, оставшегося сиротой.
После смерти С. В. Улезского в присутственных местах, включая 4-й департамент Сената, впоследствии возникли и рассматривались дела о взыскании с него убытков казны по делу о нарушении Питейного устава. Так же, уже после его смерти, рассматривалось дело о сопричислении Улезского с потомством, по чину и ордену, к дворянству С.-Петербургской губернии.
Единственный сын — потомственный дворянин Николай Степанович Улезский. Служил на Кавказе в Ереване: не имевший чина письмоводитель при губернском прокуроре Эриванской губернии, статском советнике Михаиле Михайловиче Значко-Яворском (1852); коллежский регистратор, затем губернский секретарь (ст. 08.09.1858), столоначальник Эриванского губернского правления (1860); выбыл из списков на 1861 год. 